# Симон III де Бошан
Симон III де Бошан (англ. Simon de Beauchamp; умер в 1256) — английский рыцарь, сын и наследник Уильяма I де Бошана из Бедфорда. Умер раньше отца, оставив только дочь.

## Происхождение
Симон происходил из рода Бошанов из Бедфорда, представители которого владели многочисленными поместьями в Бедфордшире и ряде других графств, а также были феодальными баронами Бедфорда и наследственными кастелянами Бедфордского замка. Ей дед, Уильям I де Бошан из Бедфорда Вторым браком женился на Иде Лонгспе, дочери Уильяма де Лонжеспе, 3-го графа Солсбери, породнившись с королевской семьёй, благодаря чему получал административные должности при королевском дворе. От двух браков у Уильяма родилось несколько сыновей и дочерей. Симон был старшим из сыновей, родившимся во втором браке с Идой Лонгспе.

## Биография
Год рождения Симона неизвестен. Поскольку его старший брат, Джон, умер рано, то именно Симон считался наследником отца. 
В 1251 году Симон вместе с младшим братом Уильямом отправился в паломничество в Сантьяго-де-Компостеллу. В 1256 году он вместе с братом засвительствовал хартию, в которой назван рыцарем. Симон умер в том же году в Гаскони, оставив только дочь, Джоан, опека над которой была передана Вильгельму де Клеру, а барония Бедфорд и владения Бошанов унаследовал его братом Уильямом.

## Брак и дети
Жена: Изабелла (умерла около 1294/1295). Её происхождение неизвестно, но возможно, что она была сестрой Бодуэна Уэйка, женатого на Эле де Бошан, одной из сестёр Симона. Дети:
- Джоан де Бошан (умерла незадолго до 1266/1267)[5][6].